# Serment militaire hittite

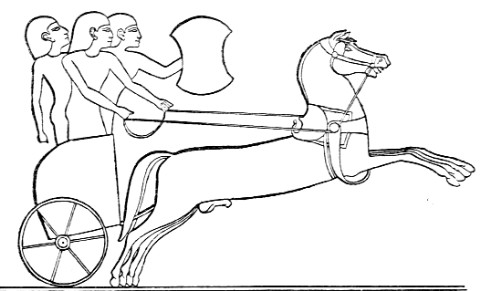
Char hittite, provenant d'un bas relief égyptien

Le serment militaire hittite  (CTH 427) est un texte hittite inscrit sur deux tablettes cunéiformes.
La première tablette a été conservée seulement sous forme de fragments (KBo XXI 10, KUB XL 13, et d’autres fragments mineurs), la seconde tablette a été copiée en trois exemplaires, et a pu être restituée presque totalement. La plus ancienne copie (KUB XL 13) est fragmentaire, mais deux exemplaires plus récents (KUB XL 16, KBo VI, 34) sont bien conservés. 

## Contenu
Le texte, en vieil-hittite, comporte quelques erreurs de transcription commises par des scribes d’époque plus tardive.
Il représente le serment prononcé par les chefs militaires, décrivant une série d'actes symboliques, dont le but est de représenter les afflictions qui devaient s'abattre sur ceux qui prêtent serment, s’ils venaient à manquer à leur parole. 
À une certaine occasion, par exemple, des vêtements de femmes, une broche et une flèche sont présentées à ceux qui prêtent serment d'allégeance. La flèche est brisée, et on les prévient que s'ils violent leur serment, leurs armes seront également brisées, et ils vont devenir des femmes à qui l’on confie des tâches de femmes. 
Puis, une femme aveugle et sourde est amenée devant eux, et on leur déclare que s'ils manquent à leur parole, on fera d’eux des femmes aveugles et sourdes comme celle-ci. 
Puis, une figurine représentant une personne souffrant d’ascite leur est présentée, et on leur dit que s’ils manquent à leur parole, leurs ventres seront gonflés d'eau, et les divinités du serment mangeront leur progéniture (sous forme de semence) dans leurs ventres.
Les divinités du serment sont invoquées à plusieurs reprises en langue Akkado-sumérienne avec la formule NIŠ DINGIR (signifiant en hittite lengai-), et sont identifiées à la déesse des traités Ishara , et au dieu de la lune.

Ces actes symboliques, ces jurons d'acceptation, signifient : "ainsi soit-il." La prestation de serment avec une menace de punition, présentée comme une malédiction, en cas de rupture de la promesse est typique de toutes les cultures anciennes.
Extrait de CTH 427 : 
Il met dans leurs mains du levain et ils (les soldats) le lèchent et de même, (il dit) : qu'est-ce ceci ? N'est-ce pas du levain ? Et de même que le levain, on en prend un peu et qu'ils le mélangent dans le pot à pâte et ils exposent pendant un jour le bol à pâte et elle fermente. Celui qui transgresse les serments que voici, celui qui pose un piège au roi du Hatti, celui qui tourne un œil hostile vers le pays Hatti, que les serments que voici le saisissent ; à cause des fièvres, qu'il éclate et qu'un méchant trépat l'emporte. Et eux s'exclament « ainsi soit-il ». 

Alors, il leur met dans leurs mains de la cire et du saindoux et il jette le tout dans la flamme et il dit « de même que cette cire se répands et de même que cette graisse se dissout et bien quiconque trangresse les serments ou bien qui pose un piège au roi du Hatti, comme la cire (qu')il s'étale, comme la graisse (qu'il) se dissout. Tout le monde crie « ainsi soit-il » (traduction H. Gonnet)
Il existe un autre texte plus récent (CTH 428) avec un contenu similaire, appelé 'second serment militaire'. Il est plus fragmentaire, et sa principale différence avec le précédent est que les prêteurs de serment se voient promettre le bien-être au cas où ils tiendraient leur parole, en même temps qu’ils sont menacés de mort s’ils le brisent. En comparaison avec le serment plus ancien le texte le plus récent indique que le panthéon hittite était de plus en plus influencé par les dieux hourrites.